# Böxlund
Böxlund (tiếng Đan Mạch: Bøgslund) là một đô thị thuộc huyện Schleswig-Flensburg, bang Schleswig-Holstein, Đức.